# Madeleine de Jessey
Pour les articles homonymes, voir Bazin et Jessey.
Madeleine de Jessey, née le 21 juillet 1989 à Poissy, est une militante associative et politique française. Elle est cofondatrice des Veilleurs et porte-parole du Mouvement conservateur depuis 2013.
Elle a occupé plusieurs postes de responsabilité à l'Union pour un mouvement populaire et aux Républicains.

## Biographie

### Origines familiales
La famille Bazin de Jessey est une famille de l'ancienne bourgeoisie originaire de Normandie, issue de Guillaume Bazin (1612-1685), négociant, bourgeois de Frênes (Orne), établie en Bretagne au XVIIIe siècle à Landerneau (Finistère), puis au XIXe siècle, à Dinan (Côtes-du-Nord),.

### Famille et formation
Madeleine Bazin de Jessey, plus connue sous son nom de convenance Madeleine de Jessey, est la fille d'Yves Bazin de Jessey, cadre bancaire, et de Sophie Cagnat, enseignante d'histoire,. Elle est la sœur de Paul Bazin, ancien élève de l'École nationale d'administration, inspecteur des finances, élu dans le Val-de-Marne et directeur général adjoint (DGA) chez France Travail,.
Enfant, elle est nourrie des lectures des œuvres de Victor Hugo et d'Alphonse Daudet faites par sa grand-mère. C'est ainsi qu'elle rentre en contact avec l'univers des grands écrivains.
Ancienne élève de l'Institution Saint-Pie-X de Saint-Cloud géré par les Dominicaines du Saint-Esprit, elle intègre les classes préparatoires du lycée Louis-le-Grand puis de Sainte-Marie de Neuilly. Elle est reçue au concours de l'École normale supérieure (promotion L2009), est agrégée de lettres classiques et titulaire d'un master en histoire.
En 2018, elle soutient une thèse de doctorat en littérature comparée à l'université Paris-IV sous la direction de Dominique Millet-Gérard, portant sur « la figure de Bethsabée dans la littérature et les arts ».
Férue de théâtre, elle est l'auteur d'une comédie musicale inédite intitulée Don et Mystère.

### Engagements
Durant ses études, elle milite brièvement à l'Union pour un mouvement populaire (UMP) en 2006-2007 avant de quitter le parti, déçue par « les réformettes sans vision globale et sans cohérence les unes avec les autres » menées par Nicolas Sarkozy. En avril 2013, elle cofonde Les Veilleurs avec Gaultier Bès, mouvement émanant de La Manif pour tous et dont elle est porte-parole jusqu'en septembre 2013.
Depuis sa fondation, en novembre 2013, elle est porte-parole de Sens commun, mouvement des Républicains.
Approchée par Jean-François Copé et Laurent Wauquiez, elle revient à l'UMP en 2014, avant d'être nommée à son bureau national à la fin de l'année. L'émission Le Supplément de Canal+  la présente alors comme « la nouvelle égérie de la droite catho ». Puis elle devient successivement secrétaire nationale (décembre 2015) et déléguée nationale de l'UMP chargée des programmes de formation (juin 2015), et enfin secrétaire nationale des Républicains déléguée à l'enseignement supérieur (février 2016).
En juin 2016, elle suscite la polémique avec un entretien croisé avec Marion Maréchal paru dans Famille chrétienne,.
Dans le cadre de la primaire de la droite et du centre de 2016, elle soutient le candidat victorieux François Fillon,. Dans son équipe de campagne, elle est chargée de la « France périphérique ».
Le 22 janvier 2017, avec le mouvement Sens commun, elle invite à participer à La Marche pour la vie, manifestation annuelle contre l'avortement. Le même mois, elle fait savoir qu'elle ne souhaite pas briguer un mandat de député afin de privilégier sa vie de famille, mais laisse la porte ouverte pour les futures élections municipales ou à un poste dans une fonction ministérielle.
Se définissant comme « conservatrice », étiquette qui est - selon elle - généralement confondue par les médias avec « réactionnaire », elle estime qu'elle est souvent ramenée à sa foi catholique pour expliquer son militantisme. Elle se défend ainsi d'être « engagée en politique pour ses convictions religieuses. […] La foi est un soutien au quotidien et les valeurs chrétiennes un appui, mais je refuse le catholicisme de combat, d'autant que le christianisme n'est pas réductible à un programme politique ».
Le 10 novembre 2017, elle est nommée présidente par intérim de « Sens commun » après la démission de Christophe Billan. Elle renonce néanmoins à ses fonctions le 29 janvier 2018, mais reste adhérente du mouvement. Elle assure de son soutien Laurent Wauquiez, nouveau président des LR : « Qu’il soit assuré de notre désir sincère de le suivre et de le soutenir sur cette ligne »,.